# Tetraloniella cinctella
Tetraloniella cinctella är en biart som först beskrevs av Saunders 1908.  Tetraloniella cinctella ingår i släktet Tetraloniella och familjen långtungebin. Inga underarter finns listade i Catalogue of Life.